# Hawaiistormvogel
De hawaiistormvogel (Pterodroma sandwichensis) is een vogel uit de familie van de stormvogels en pijlstormvogels (Procellariidae). Het is een kwetsbare, endemische vogelsoort die broedt op een paar eilanden van de staat Hawai.

## Kenmerken
De vogel is 43 cm lang. De vogel is donker grijsbruin van boven, met een kopkap die reikt tot onder het oog en doorloopt tot op de rug en bovenvleugels. Het voorhoofd is wit, verder is de vogel wit op buik en borst en ook de ondervelugels zijn voornamelijk wit met een smalle donkere achterrand en een smalle donkere voorrand en vleugelpunten.

## Verspreiding en leefgebied
De vogels broeden voornamelijk op twee eilanden Lanai en Maui. Voor 1980 zijn broedvogels gehoord op Molokai en tot 1995 heeft een kleine kolonie gebroed op het eiland Hawaï. De vogels maken nestholen in bergachtig gebied tussen de 2000 en 3000 m boven zeeniveau. Daar waar de bodem uit grillige lavaformaties bestaat broeden ze in holtes en spleten tussen het gesteente, in lager gelegen gebied graven ze zelf holen in met varens begroeide bodem, vaak aan de voet van bomen. Buiten de broedtijd verblijven de zeevogels in de noordelijke delen van de Grote Oceaan zoals de Golf van Alaska en rond de Aleoeten.

## Status
De hawaiistormvogel heeft een bedreigd broedgebied en daardoor is de kans op uitsterven aanwezig. De grootte van de populatie werd in 2016 door BirdLife International geschat op 6,5 tot 8,3 duizend broedparen en de populatie-aantallen nemen af door habitatverlies. Sinds de kolonisatie zijn er enorme ecologische veranderingen gekomen door de introducties van schapen, geiten, varkens, katten, honden en mangoesten. Deze invasieve soorten hebben ofwel direct (predatie van eieren en kuikens) of wel indirect (omdat de vegetaties in de berggebieden worden aangetast) een negatieve invloed op het broedsucces van deze grondbroeders.Verder vormt de aanleg van infrastructuur en verstedelijking op de eilanden een bedreiging. Om deze redenen staat deze soort als kwetsbaar op de Rode Lijst van de IUCN.